# Philisca
Genre
Synonymes
- Liparotoma Simon, 1884

Philisca est un genre d'araignées aranéomorphes de la famille des Anyphaenidae.

## Distribution
Les espèces de ce genre se rencontrent au Chili, en Argentine et aux îles Malouines.

## Liste des espèces
Selon World Spider Catalog (version 19.0, 04/02/2018) :
- Philisca accentifera Simon, 1904
- Philisca amaena (Simon, 1884)
- Philisca atrata Soto & Ramírez, 2012
- Philisca doilu (Ramírez, 1993)
- Philisca hahni Simon, 1884
- Philisca huapi Ramírez, 2003
- Philisca hyadesi (Simon, 1884)
- Philisca ingens Berland, 1924
- Philisca ornata Berland, 1924
- Philisca pizarroi Soto & Ramírez, 2012
- Philisca robinson Soto & Ramírez, 2012
- Philisca robusta Soto & Ramírez, 2012
- Philisca tripunctata (Nicolet, 1849)
- Philisca viernes Soto & Ramírez, 2012

## Publication originale
- Simon, 1884 : Arachnides recueillis par la Mission du Cap Horn en 1882-1883. Bulletin de la Société zoologique de France, vol. 9, p. 117-144 (texte intégral).